# Антіох III (цар Коммагени)
Антіох III Епіфан (д/н — 17) — цар Коммагени в 12 до н. е. — 17 роках.

## Життєпис
Походив з династії Єрвандідів. Син Мітрідата III, царя Коммагени, та Іопати (доньки царя Артавасда I, царя Мідії Атропатени). Народився після 30 року до н. е. У 12 році до н. е. після смерті батька стає царем, алез огляду на молодий вік деякий час керувала його мати. Згодом задля зміцнення правління й відповідно до елліністичної традиції одружився з рідною сестрою Йотапою Старшою. Від цього шлюбу народилося двоє дітей.
Продовжив політику попередників щодо збереження васальної залежності від Римської імперії. Активно допомагав римським проконсулам у захисті євфратського кордону від нападів парфян. Водночас регулярно інформував римлян про події в Парфії. Мав гарні стосунки з імператором Октавіаном Августом та його родиною. Крім того, відновив культурні стосунки з головними містами Балканської Греції, насампередз Афінами. У внутрішній політиці розвивав культи впровадженні Мітрідатом I й Антіохом I.
Помер у 17 році. З огляду на малий вік його дітей, які не мали змоги міцно взяти кермо влади та розкол знаті за рішенням імператора Тиберія царство Коммагену було перетворено на римську провінцію. Лише у 38 році відновлено її самостійність.

## Родина
Дружина і сестра— Йотапа, донька Мітрідата III, царя Коммагени
Діти:
- Антіох (д/н—після 72), цар Коммагени
- Юлія Іотапа, дружина Антіоха IV, царя Коммагени